# Caine-prijs
De Caine Prize for African Writing is een literatuurprijs voor het beste Engelstalige korte verhaal van een Afrikaanse schrijver. Aan de prijs is een geldbedrag van £10.000 verbonden.
De Caine-prijs werd in 2000 ingesteld in het Verenigd Koninkrijk. De prijs is vernoemd naar de president van de Booker Company, Sir Michael Harris Caine. De Caine-prijs wordt ook wel de Afrikaanse Bookerprijs genoemd.

## Gelauwerden
| Jaar | Schrijver                          | Titel                                       | Land         |
| ---- | ---------------------------------- | ------------------------------------------- | ------------ |
| 2000 | Leila Aboulela                     | The Museum                                  | Soedan       |
| 2001 | Helon Habila                       | Love Poems                                  | Nigeria      |
| 2002 | Binyavanga Wainaina                | Discovering Home                            | Kenia        |
| 2003 | Yvonne Adhiambo Owuor              | Weight of Whispers                          | Kenia        |
| 2004 | Brian Chikwava                     | Seventh Street Alchemy                      | Zimbabwe     |
| 2005 | S.A. Afolabi                       | Monday Morning                              | Nigeria      |
| 2006 | Mary Watson                        | Jungfrau                                    | Zuid-Afrika  |
| 2007 | Monica Arac de Nyeko               | Jambula Tree                                | Oeganda      |
| 2008 | Henrietta Rose-Innes               | Poison                                      | Zuid-Afrika  |
| 2009 | E.C. Osondu                        | Waiting                                     | Nigeria      |
| 2010 | Olufemi Terry                      | Stickfighting Days                          | Sierra Leone |
| 2011 | NoViolet Bulawayo                  | Hitting Budapest                            | Zimbabwe     |
| 2012 | Rotimi Babatunde                   | Bombay's Republic                           | Nigeria      |
| 2013 | Tope Folarin                       | Miracle                                     | Nigeria      |
| 2014 | Okwiri Oduor                       | My Father's Head                            | Kenia        |
| 2015 | Namwali Serpell                    | The Sack                                    | Zambia       |
| 2016 | Lidudumalingani Mqombothi          | Memories We Lost                            | Zuid-Afrika  |
| 2017 | Bushra al-Fadil                    | The Story of the Girl Whose Birds Flew Away | Soedan       |
| 2018 | Makena Onjerika                    | Fanta Blackcurrant                          | Kenia        |
| 2019 | Lesley Nneka Arimah                | Skinned                                     | Nigeria      |
| 2020 | Irenosen Okojie                    | Grace Jones                                 | Nigeria      |
| 2021 | Meron Hadero                       | The street sweep                            | Ethiopië     |
| 2022 | Idza Luhumyo                       | Five years next Sunday                      | Kenia        |
| 2023 | Mame Bougouma Diene & Woppa Diallo | A soul of small spaces                      | Senegal      |
| 2024 | Nadia Davids                       | Bridling                                    | Zuid-Afrika  |